# Sèrie 600 de FMB
La sèrie 600 del Ferrocarril Metropolità de Barcelona (FMB) va estar formada per 14 automotors elèctrics, que van prestar servei al Metro de Barcelona entre els anys 1959 i 1976 i, vuit d'ells al Tren de Sarrià de Ferrocarrils de la Generalitat de Catalunya (FGC) entre els anys 1981 i 1985.

## Història

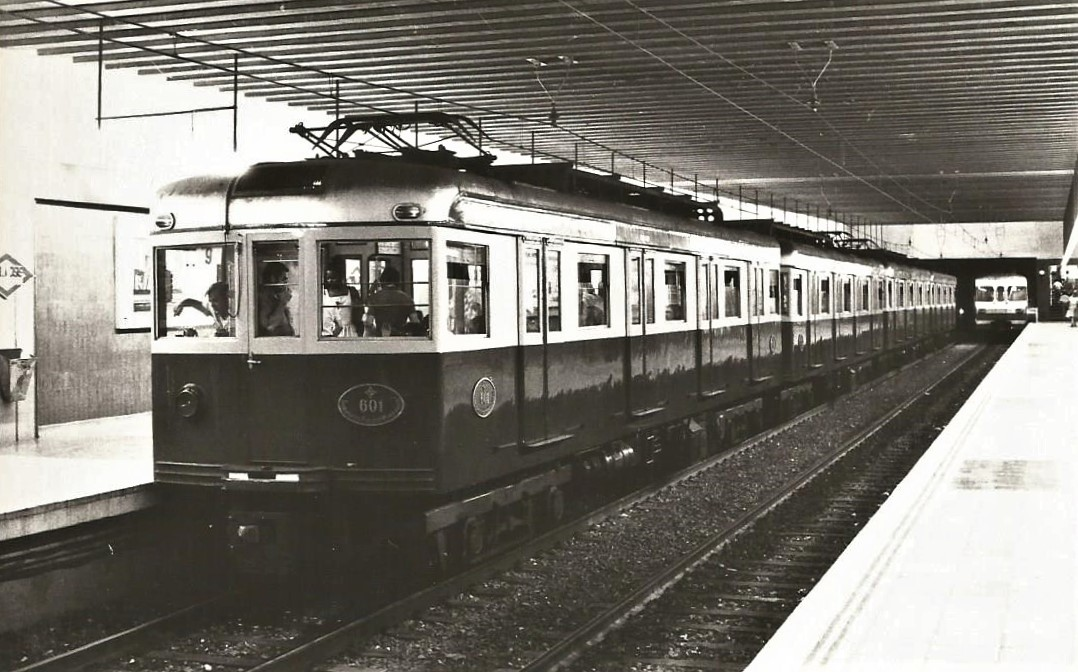

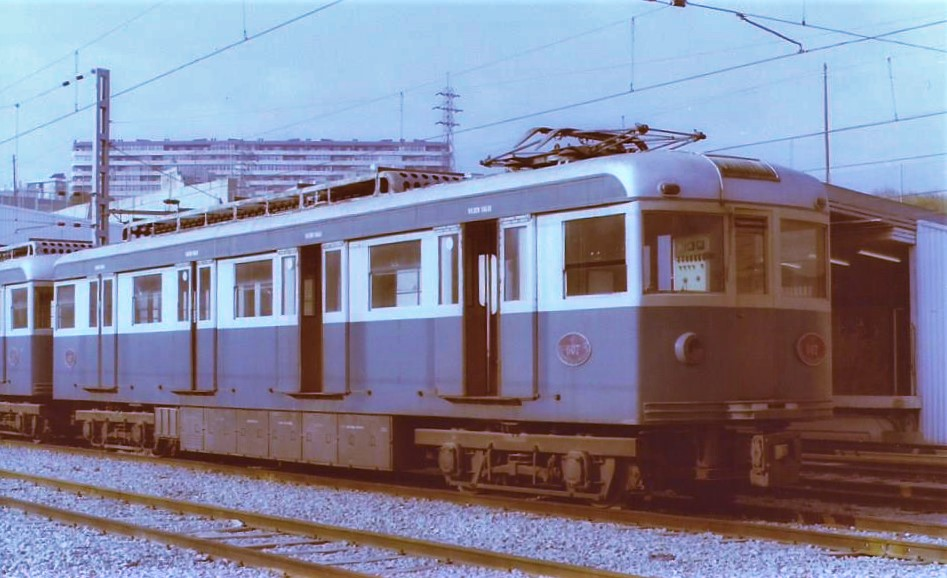

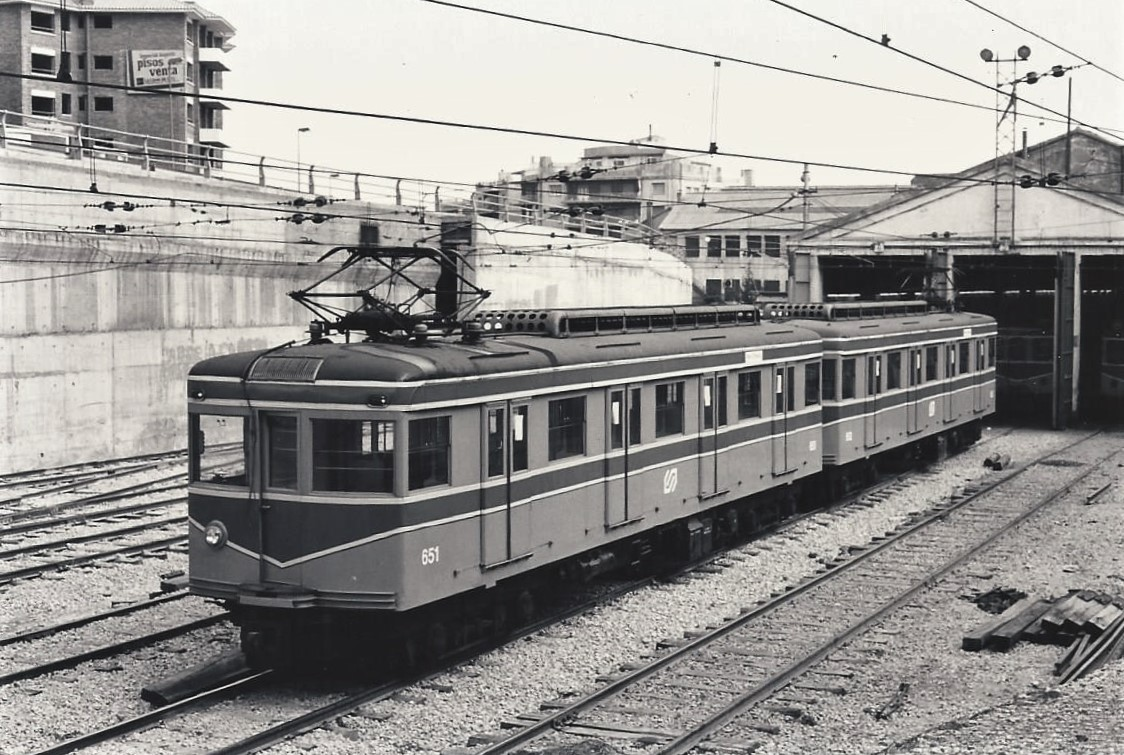

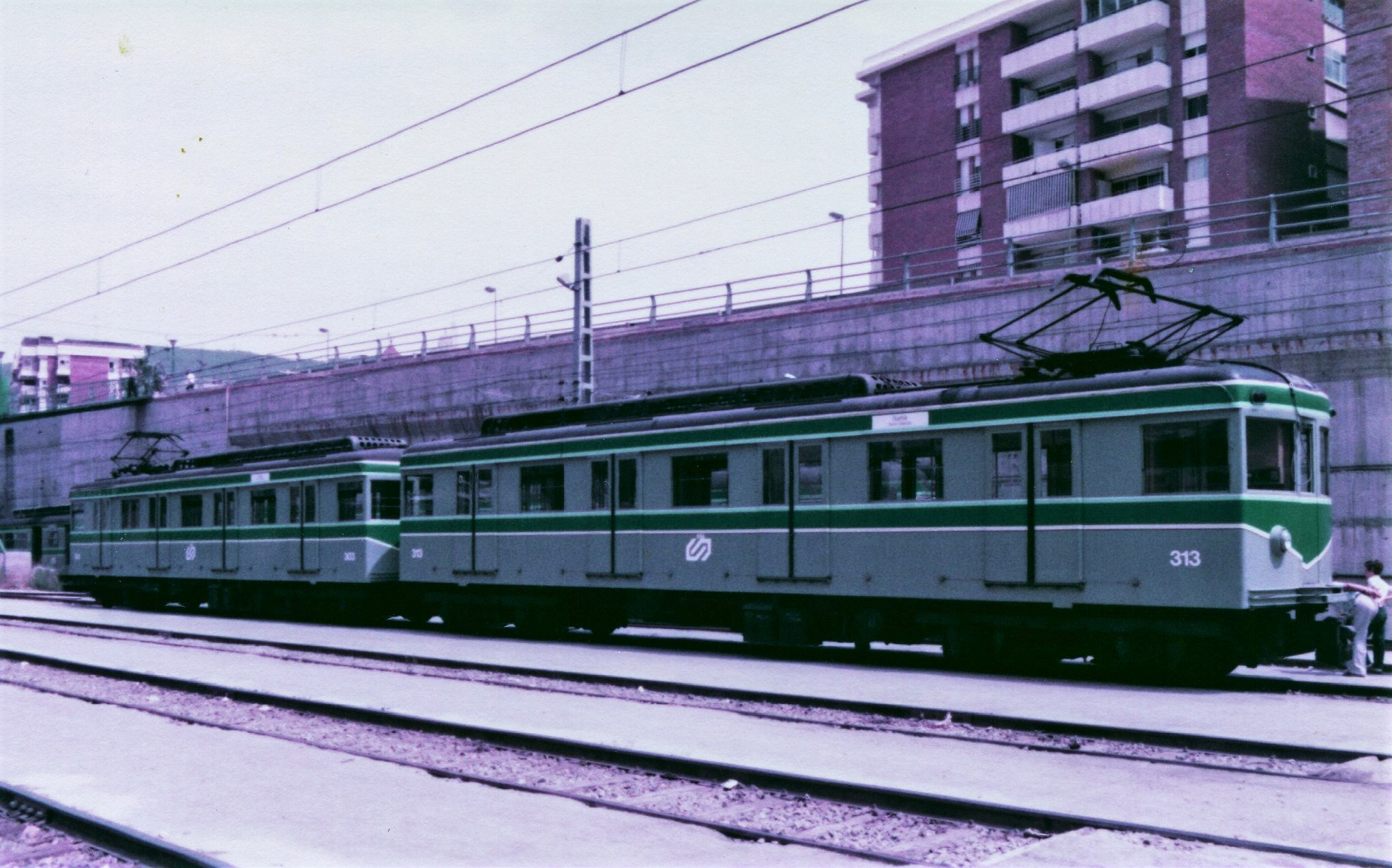

### Al metro de Barcelona
Als anys cinquanta del segle xx, la ciutat de Barcelona disposava de dues línies de ferrocarril metropolità: l'anomenada Gran Metro, explotada per l'empresa privada Gran Metropolitano de Barcelona S.A. (embrió de l'actual línia 3), que va inaugurar el primer tram l'any 1924; i l'anomenada Transversal, explotada per la també privada Ferrocarril Metropolitano de Barcelona S.A. (FMB, que actualment és la línia 1, que va inaugurar el primer tram l'any 1926.
La Guerra Civil va paralitzar els plans d'expansió de la xarxa de metro, i no va ser fins als anys cinquanta del segle XX que es van obrir nous trams. Entre els plans d'expansió de FMB, el 12 de febrer de 1953 va presentar el projecte de construcció d'un ramal des de l'estació de Navas de Tolosa fins a la d'Horta. Previst inicialment amb la mateixa vía ample el Transversal, el següent 15 de setembre es va presentar una modificació del projecte, pel qual la línia seria independent del metro Transversal, i la via tindria ample estàndard; el començament de la línia es va traslladar de l'estació de Navas de Tolosa a la de La Sagrera. Aquesta va ser la primera secció del que ara coneixem com a línia 5. El primer tram entre La Sagrera i Vilapicina va ser inaugurat el 21 de juliol de 1959, i la prolongació fins Horta el 5 d'octubre de 1967. En aquell moment es va denominar com a línia II.
Per prestar-hi el servei, FMB va encarregar a MACOSA (fabricació de les caixes i acabats), La Maquinista Terrestre i Marítima (fabricació dels bogis) i BBC (equipament elèctric) la construcció de 14 cotxes motors elèctrics, que formarien set composicions de dos cotxes. Els dos primers vehicles van entrar en servei el 22 de juny de 1959, i els cotxes es van numerar del 601 al 607 (cotxes motors tipus A) i del 651 al 657 (cotxes motors tipus B). Eren pràcticament idèntics als de la sèrie 400, que els mateixos fabricants estaven construint per la línia Transversal en aquell moment. Les principals diferències eren l'ample de via, les mides (especialment l'amplada), i l'alimentació elèctrica, per tercer carril en el cas dels 400, i amb pantògraf en el cas dels 600.
Una altra diferència, i una gran novetat a l'època, va ser que aquests automotors estaven equipats amb un sistema de conducció automàtica (conegut internacionalment com a ATO). Basat en l'ús de cèl·lules fotoelèctriques, va ser desenvolupat pels mateixos enginyers del Ferrocarril Metropolitano de Barcelona S.A. Les primeres proves amb aquest sistema es varen fer el juny de 1960, i les primeres amb viatgers el 28 de gener de 1961. El sistema no va entrar oficialment en funcionament fins al 26 de novembre de 1962. Quan la línia es va perllongar fins Horta el 1967, aquest sistema també s'hi va instal·lar. La conducció automàtica va estar en servei fins a l'any 1970, quan la línia II es va incorporar a la línia V amb la inauguració del tram de Diagonal a La Sagrera. Amb aquesta integració, a més dels de la sèrie 600, per la línia V circulaven altres dues sèries de material rodant (els 300 i els 1000, que no estaven equipats amb l'ATO. Per aquest motiu, es va decidir abandonar el sistema automàtic i fer circular els trens de la sèrie 600 amb conducció manual. Més endavant, per atendre l'augment de demanda de la línia V, els automotors de la sèrie 600 començaren a circular en composicions de quatre cotxes.
A partir de l'any 1976, els 14 automotors es varen anar retirant del servei. Malgrat que no van ser immediatament desballestats, es van desmuntar molts elements que es van fer servir com a recanvis dels vehicles de la sèrie 400.

### A FGC
Quan es va crear Ferrocarrils de la Generalitat de Catalunya (FGC), es va fer càrrec d'uns ferrocarrils amb unes instal·lacions i material rodant molt envellits i degradats. Entre els diferents plans de modernització que es van posar en marxa, un d'ells preveia l'adquisició de 20 noves unitats de tren elèctriques de la sèrie 111, i la modernització dels trens de la sèrie 400, heretats de l'antiga companyia, a la línia coneguda llavors com a Catalunya i Sarrià (CiS, actual línia Barcelona-Vallès). Donat que en aquell moment la línia disposava del material just per fer el servei, era pràcticament impossible immobilitzar diversos vehicles de la sèrie 400 per emprendre la seva modernització. Per poder fer-la, FGC necessitava disposar de més trens. Va ser llavors quan es va contactar amb el Ferrocarril Metropolità de Barcelona (FMB), per tal d'utilitzar alguns dels seus automotors de la sèrie 600 de manera transitòria. El pla era:
- posar en servei els automotors procedents de FMB a les línies urbanes;
- aquests substituirien alguns automotors de la sèrie 600 de FGC;
- els quals, al seu torn, substituirien part dels automotors i remolcs de la sèrie 400 en el servei suburbà;
- i així es podrien alliberar vehicles de la sèrie 400 per modernitzar-los.

A principis de 1981, FMB va cedir temporalment vuit automotors de la seva sèrie 600 a FGC (els números 601, 603, 604, 607, 652, 654, 655 i 657). Donat que feia quatre o cinc anys que estaven retirats del servei, i que se n'havien desmuntat components, van ser reconstruïts al taller de Sarrià de FGC. A més, es van haver de retallar els estreps de les portes d'accés dels viatgers, per respectar el gàl·lib. Es van repintar amb els colors corporatius d'aquell moment; degut a la manca d'espai al taller de Sarrià, els cotxes van ser pintats a la intempèrie, a les estacions de Sabadell-Estació i Rubí. Es van renumerar inicialment com a 651-658, tot i que de seguida es van tornar a renumerar com a 301-304 i 311-314 (no confondre amb els automotors Brill de la sèrie 300 originals d'aquesta línia). Les equivalències de numeració entre els diferents automotors són aquestes:
| Número original FMB | Primer número FGC | Segon número FGC |
| ------------------- | ----------------- | ---------------- |
| 601                 | 651               | 301              |
| 652                 | 652               | 311              |
| 607                 | 653               | 302              |
| 657                 | 654               | 312              |
| 604                 | 655               | 303              |
| 654                 | 656               | 313              |
| 603                 | 657               | 304              |
| 655                 | 658               | 314              |

Acoblats permanentment de dos en dos, van ser autoritzats oficialment a circular el 16 de setembre de 1981 (301-311); el 29 de desembre de 1981 (302-312); el 17 de març de 1982 (303-313); i el 30 d'abril de 1982 (304-314). Van ser assignats als serveis urbans de la línia entre Plaça Catalunya i Reina Elisenda, tot i que ocasionalment van circular per altres línies de la xarxa. No obstant, no podien circular al ramal del Tibidabo, entre les estacions de Gràcia i Avinguda Tibidabo, degut al seu reduït gàlib.
Amb la progressiva, lenta i dificultosa posada en servei de les noves UT de la sèrie 111 (la primera va entrar en servei comercial el 17 de setembre de 1983), els automotors de la sèrie 300 van començar a ser retirats del servei, autoritzant la Direcció General de Transports de la Generalitat de Catalunya el seu retorn a FMB el 9 de juny de 1985. Els trens es van transportar en camions des del taller de Sarrià de FGC, al de Vilapicina de FMB, els dies 10 (301-311) i 11 de juny de 1985 (304-314); 20 i 21 de gener de 1986 (303-313); i 17 de març de 1986 (302-312). Per tant, a FGC va prestar servei durant només quatre anys.
Tots els automotor d'aquesta sèrie es van desballestar, i no se'n conserva cap com a vehicle històric.

## Descripció tècnica

### Quadre de característiques
| Característica              | unitat |                                      |
| --------------------------- | ------ | ------------------------------------ |
| Anys construcció            |        | 1959                                 |
| Quantitat                   |        | 14                                   |
| Fabricants                  |        | MACOSA, MTM i BBC                    |
| Rodatge                     |        | Bo'Bo'                               |
| Potència                    | kW     | 274                                  |
| Velocitat màxima            | km/h   | 35                                   |
| Sistemes de seguretat       |        | ATO                                  |
| Tipus d'engaxament          |        | Tomlinson                            |
| Comandament múltiple        |        | 4 automotors                         |
| Longitud entre enganxaments | mm     | 17.290                               |
| Longitud de la caixa        | mm     | 16.500                               |
| Amplada màxima              | mm     | 2.849                                |
| Alçada de la caixa          | mm     | 3.755                                |
| Tara                        | kg     | 37.000                               |
| Pes màxim en servei         | kg     | 50.000                               |
| Seients                     |        | 30 els cotxes 601 i 602, 33 la resta |
| Places dempeus              |        | 153                                  |

### Característiques dels automotors
Els automotors eren de construcció metàl·lica amb acer, amb un bastidor resistent i una caixa a sobre. El bastidor es recolzava sobre dos bogis motors de dos eixos cadascun. La caixa disposava de quatre portes corredisses d'accés pels viatgers a cada costat, d'accionament per aire comprimit. A més, a cada testera hi havia una porta batent manual, per permetre el pas del personal ferroviari entre cotxes. Al sostre, cada cotxe disposava d'un pantògraf per la captació de corrent de la catenària, i les resistències del equipament de tracció i fre elèctric. Exteriorment estaven pintats amb els colors habituals d'aquella època del metro de Barcelona, en blau verdós a la part inferior, i crema a la part superior. El sostre era de color platejat, i els baixos de color negre.
Interiorment disposaven d'un gran espai diàfan, amb seients de llistons de fusta disposats en sentit longitudinal entre les portes d'accés. En un dels extrems (al situat sota el pantògraf) hi havia una petita cabina de conducció tancada, amb una porta manual interior. Els cotxes 601 i 602 disposaven de dues cabines de conducció. La capacitat era de 33 places assegudes als cotxes amb una cabina de conducció, i de 30 als que en tenien dues; en tots els casos, a més, cabien altres 153 persones dempeus.
Els bogis disposaven de suspensió primària per molles helicoïdals, i secundària de ballestes. Cada eix era accionat per un motor elèctric SW-9213, fabricat per CENEMESA, que tenia una potència de 92 CV (68,60 kW). Els equipaments de control de la tracció van ser fabricats per l'empresa suïssa Brown Boveri. Disposaven de fre elèctric, fre pneumàtic que provocava el fregament d'unes sabates sobre les rodes, i fre d'estacionament d'accionament manual.
L'acoblament entre vehicles es feia mitjançant un enganxall automàtic Tomlinson, que garantia l'acoblament mecànic així com el pas de l'aire comprimit i de les ordres elèctriques per la circulació de diversos automotors acoblats en comandament múltiple.

### El sistema ATO
El sistema de conducció automàtica dissenyat pels enginyers del FMB es basava en l'ús de cèl·lules fotoelèctriques. Sota els bogis de cada vehicle hi havia dos emissors de llum i dues cèl·lules fotoelèctriques, que rebien aquesta llum. En punts molt concrets de la via, entre els dos carrils, hi havia instal·lades unes pantalles metàl·liques. Quan el tren passava per aquestes pantalles, interrompia el pas de la llum cap a una o l'altre cèl·lula. Això provocava una reacció elèctrica, accionant diversos relés, de manera que el tren accelerava, quedava en deriva o frenava automàticament. Els enginyers van estudiar acuradament el traçat de la línia per tal d'ubicar als llocs adients les pantalles que havien de donar les diferents ordres.
Malgrat l'automatisme, els trens sempre van circular amb maquinistes, tant per ser necessaris per l'obertura i tancament de les portes dels viatgers, com per supervisar la marxa del sistema, i per transmetre sensació de seguretat als viatgers, poc acostumats a enginys tan moderns.
Per iniciar la marxa, el maquinista tancava les portes i pitjava un botó, que donava aquesta ordre. Llavors, el tren començava a accelerar automàticament. En el punt determinat, una pantalla situada a la dreta interrompia el pas de llum cap a una de les cèl·lules, provocant que el tren deixés d'accelerar i quedés en deriva. Quan calia frenar, una altra pantalla situada a l'esquerra interrompia el pas de la llum cap a l'altre cèl·lula, accionant els relés que feien actuar el fre elèctric. Si es volia que el tren mantingués la velocitat, una nova pantalla situada a la dreta provocaba el manteniment del fre elèctric en un punt intermedi, per no aturar el tren. Quan el tren entrava en una estació, per provocar la seva aturada, una primera pantalla situada a l'esquerra tornava a accionar el fre elèctric, i una última pantalla situada a sis o set metres del punt de parada provocava l'accionament del fre pneumàtic.
Es pot veure, doncs, que el sistema era extremadament senzill, doncs només necessitava dues cèl·lules fotoelèctriques, uns pocs relés elèctrics i unes pantalles (unes simples xapes) collades entre els carrils als llocs adients. Malgrat la seva senzillesa, el sistema va demostrar el seu bon funcionament durant els deu anys que va estar en servei.